# De la Cruz Collection
De la Cruz Collection es una galería de arte privada ubicada en el número 23 NE 41 St. FL 33137 de Miami (Florida), propiedad del matrimonio cubano-estadounidense Carlos de la Cruz y su esposa, Rosa Riondo de la Cruz. La galería alberga numerosos fondos de arte contemporáneo en tres plantas y está abierta al público con entrada libre.

## Historia
La colección de arte De la Cruz se inició en la década de 1960. Por entonces, la madre del magnate Carlos de la Cruz, Dolores Suero Falla, encargó un retrato personal al famoso pintor surrealista español Salvador Dalí. Aunque en puridad, la primera obra que adquirió Rosa de la Cruz fuera "Star Gazer" (1956), del artista mexicano Rufino Tamayo. Tras un sinfín de adquisiciones, sus propietarios decidieron abrirla al público en 1990, en su propio domicilio. Dos décadas después, construyeron un edificio para exhibir una quinta parte de sus más de 3 000 piezas.

## Edificio
La galería De la Cruz Collection Contemporary Art Space, abierta en 2009, dispone de 10 000 m² de exposiciones en una edificio de tres plantas diseñado por el arquitecto John Marquette.
En 2016, la revista ArtNews incluyó al matrimonio de Rosa y Carlos de la Cruz en su listado entre los "200 Coleccionistas más importantes del mundo".

## Artistas presentes
Algunos de los artistas cuyas obras se muestran son: Tauba Auerbach, Kathryn Andrews, Hernan Bas, Walead Beshty, Mark Bradford, Joe Bradley, Dan Colen, Martin Creed, Aaron Curry, Salvador Dalí, Peter Doig, Isa Genzken, Félix González-Torres, Mark Grotjahn, Wade Guyton, Guyton/Walker, Rachel Harrison, Arturo Herrera, Jim Hodges, Evan Holloway, Thomas Houseago, Alex Israel, Rashid Johnson, Alex Katz, Martin Kippenberger, Michael Krebber, Wifredo Lam, Glenn Ligon, Michael Linares, Nate Lowman, Adam McEwen, Ana Mendieta, Albert Oehlen, Laura Owens, Jorge Pardo, Manfred Pernice, Sigmar Polke, Seth Price, Sterling Ruby, Analia Saban, Josh Smith, Reena Spaulings, Rudolf Stingel, Rufino Tamayo, Kelley Walker, Christopher Wool.